# Steuerberg
Steuerberg is een gemeente in de Oostenrijkse deelstaat Karinthië, en maakt deel uit van het district Feldkirchen.
Steuerberg telt 1712 inwoners.
Albeck · Feldkirchen · Glanegg · Gnesau · Himmelberg · Ossiach · Reichenau · Sankt Urban · Steindorf am Ossiacher See · Steuerberg
- Gemeinsame Normdatei: 4337796-8
- Virtual International Authority File: 236092013